# You're Gonna Love This
Singles de 3OH!3
Touchin' on My
(2011) Youngblood
(2012)
Pistes de Omens
Eyes Closed
(2) Black Hole
(4)
You're Gonna Love This est le premier single issue du quatrième album studio du groupe américain 3OH!3, Omens. La chanson a été dévoilée numériquement le 10 juillet 2012.

## Développement
Pleine d'énergie et de couplets mixés à l'Auto-Tune, You're Gonna Love This  n'est pas sans rappeler le single Don't Trust Me sorti en 2009. Similaire à la référence de la chanson sur Helen Keller, You're Gonna Love This inclut les paroles suivantes : « The girl was biting on my lips like Jeffrey Dahmer », se traduisant par « Cette fille mordait mes lèvres comme Jeffrey Dahmer ». La chanson parle d'une fille trouvée par les deux garçons dans un bar et qui passera la nuit avec eux, comme le mentionne les lignes : « I’ll buy you a round, if you come close, Turn up the sound, turn the lights down, Give me a chance, I will take her home with me », en français « Je t'achèterais un round / Si tu t'approches / Monte le son / Éteins les lumières / Donne moi une chance / Je la ramènerais chez moi ».

## Pochette
La pochette de You're Gonna Love This apparaît comme étant divisée en 4 sections triangulaires. La section du bas semble être une pyramide avec une rivière la traversant, tandis qu'au centre de la pochette, une matrice avec un œil est montrée avec le logo de 3OH!3 au centre. Le titre You're Gonna Love This se trouve ci-dessous avec le titre de l'album : Omens présenté ci-dessus de l'œil, du logo et sous un triangle. Il y a eu de nombreuses spéculations selon lesquelles le single montrerait des signes se rapprochant des Illuminatis, comme l'Œil d'Horus ainsi qu'une pyramide hiérarchique.

## Clip
Le clip de Your Gonna Love This a été tourné en juillet 2012 à Las Vegas dans l'état du Nevada aux États-Unis et plus précisément dans l'hôtel Planet Hollywood. Il a été dévoilé  le 15 août 2012 sur YouTube via la chaîne TheWarnerSound. La vidéo montre Sean et Nathaniel, ayant pour proie la même demoiselle rencontrée à un bar. Les deux protagonistes vont s'affronter et se livrer une bataille sans merci pour impressionner cette jeune femme et tous les excès vont être bons pour parvenir à leurs fins. Charts In France et PureCharts qualifièrent le clip de « rythmé et festif, à l'image de la chanson ».

## Classement
| Classement (2012) | Meilleure position |
| ----------------- | ------------------ |
| Australie (ARIA)  | 32                 |

## Historique des sorties
| Pays             | Date            | Format                   |
| ---------------- | --------------- | ------------------------ |
| Canada           | 10 juillet 2012 | Téléchargement numérique |
| France           | 10 juillet 2012 | Téléchargement numérique |
| Nouvelle-Zélande | 10 juillet 2012 | Téléchargement numérique |
| Norvège          | 10 juillet 2012 | Téléchargement numérique |
| Irlande          | 10 juillet 2012 | Téléchargement numérique |
| Belgique         | 10 juillet 2012 | Téléchargement numérique |
| Italie           | 10 juillet 2012 | Téléchargement numérique |
| Suède            | 10 juillet 2012 | Téléchargement numérique |
| États-Unis       | 10 juillet 2012 | Téléchargement numérique |
| Royaume-Uni      | 10 juillet 2012 | Téléchargement numérique |